# Клейст-Шменцин, Эвальд-Генрих фон
Эвальд-Генрих Герман Конрад Оскар Ульрих Вольф Альфред фон Клейст-Шменцин (нем. Ewald-Heinrich Hermann Konrad Oskar Ulrich Wolf Alfred von Kleist-Schmenzin; 10 июля 1922 — 8 марта 2013) — немецкий издатель и организатор Мюнхенской конференции по политике безопасности до 1998 года. Активный участник антигитлеровского сопротивления.

## Биография
Родился 10 июля 1922 года в Гут-Шменцине, Померания в древней аристократической семье фон Клейст.
Во время Второй мировой войны служил в вермахте с 1940 года. 1 декабря 1942 года произведен в лейтенанты. Фон Клейст служил командиром роты на Восточном фронте (по его собственным показаниям на Ладожском озере), где был ранен в июле 1943 года. После этого в декабре 1943 года он был переведен в 9-й запасной пехотный батальон в Потсдаме.
Покушение на Гитлера
Фон Клейст должен был участвовать в демонстрации Гитлеру новой формы. Во время показа он планировал привести в действие взрывчатку, спрятанную в его портфеле (по другим данным, две гранаты должны были быть спрятаны под кителем). Однако как и предыдущие попытки, план не был реализован, поскольку Гитлер не появился на демонстрации униформы.

### Заговор 20 июля
Фон Клейст, которому было 22 года, был самым молодым из многочисленных сторонников и помощников «Бендлерблока» в Берлине, которые 20 июля 1944 года совершили покушение на Гитлера в «Волчьем логове» близ Растенбурга в Восточной Пруссии. Он входил в группу, которая должна была организовать переворот в Берлине в случае успеха покушения. После провала операции ему удалось скрыть свою деятельность сопротивления, и в декабре 1944 года дело против него было прекращено за отсутствием доказательств. Это избавило его от суда в Народном суде, который почти наверняка закончился бы смертным приговором, как это произошло со многими его соратниками по заговору, включая его собственного отца. Однако его заключили в концентрационный лагерь Равенсбрюк, а затем отправили на фронт, где он оставался до окончания войны.

### После войны
В 1950-х годах фон Клейст присоединился к сообществу авторских прав, основанному юристом Отто Йозефом. В 1952 году он стал соучредителем и членом правления Gesellschaft für Wehrkunde (GfW) в Мюнхене, которое выступало за интеграцию Германии с Западом (сейчас нем. Gesellschaft für Sicherheitspolitik).